# Cattedrale dell'Annunciazione (Rodi)
La cattedrale dell'Annunciazione (in greco Μητροπολιτικού Ναού του Ευαγγελισμού της Θεοτόκου?) è la cattedrale metropolitana ortodossa di Rodi, nell'isola omonima, e sede della metropolia di Rodi. Anche nota come chiesa di San Giovanni, in quanto realizzata come chiesa cattolica durante il periodo italiano da Rodolfo Petracco e Florestano Di Fausto.

## Storia e descrizione
La chiesa si ispira alla chiesa di San Giovanni dei Cavalieri di Rodi convertita in moschea nel 1522 e distrutta da un fulmine che nel novembre 1856 aveva colpito i sotterranei utilizzati come deposito di polvere da sparo; l'esplosione uccise 800 persone.
La chiesa venne ricostruita sulla base delle incisioni realizzate dal colonnello belga Bernard Eugène Antoine Rottiers che visitò Rodi nel 1826 e pubblicate nel volume Description des monumens de Rhodes nel 1828.
Divenne la cattedrale cattolica dell'arcidiocesi di Rodi; dopo il passaggio del Dodecaneso italiano alla Grecia nel 1947 venne convertita in una chiesa greco-ortodossa, e fu intitolata all'Annunciazione, Evangelismos.
Inaugurata dal vescovo Timoteo fu adattata internamente alle esigenze del culto ortodosso. L'interno fu dipinto all'epoca del vescovo Spyridon e con l'aggiunta di sculture in marmo tra gli anni 1951 e 1961. Tra il 2006 ed il 2010 la chiesa e la zona circostante sono state ristrutturate e abbellite.
L'interno è basilicale a tre navate divise da colonne con grandi archi ogivali.
Alle pareti si trovano raffigurazioni della Via Crucis di Antonio Maraini.
A destra dell'altare maggiore si trova una copia del Battesimo di Cristo donata dall'Esercito Italiano.
Nella cappella del Fileremo è presente la riproduzione della Madonna del Fileremo, nel chiostro ci sono 19 sarcofagi dedicati ai Gran maestri dei Cavalieri di Rodi (1305-1534).
Il campanile quadrato, progettato da Florestano Di Fausto, possiede 6 campane tra i quali la maggiore, la Marinara è stata donata dalla Marina Militare.